# O rio Douro (Dordio Gomes)
O rio Douro é uma pintura a óleo sobre madeira datada de 1935 do artista modernista português Dordio Gomes (1890-1976) e que está atualmente no Museu Nacional de Arte Contemporânea, em Lisboa.
Em O Rio Douro, a rudeza patente nos barcos, no casario ou nas montanhas, contrasta com a subtileza da luz redescoberta por Dordio Gomes no seu afastamento de um Modernismo que assimilou limitadamente e num retrocesso a um lirismo de cariz oitocentista.
A obra foi oferecida ao Museu pelo seu 4º director, o escultor Diogo de Macedo, em 1945.

## Descrição
Vista de uma curva do rio Douro do alto da margem de Vila Nova de Gaia serpenteando difusamente entre esta e a cidade do Porto, com alguns barcos em primeiro plano. Representação de uma massa cristalina sugerida por velaturas próximas da aguarela, em gradações de azulados e brancos, transmitindo uma visão intimista e nostálgica característica deste período de obras nortenhas do Pintor.
Para elaborar o quadro, Dordio Gomes posicionou-se provavelmente do início da Ponte de D. Luís, não podendo ver-se a Ponte da Arrábida porque na altura ainda não estava construida.

## Apreciação
Segundo Pedro Lapa, O rio Douro, que foi pintado no mesmo ano de O Barredo, apresenta uma paisagem mais afastada do pitoresco local e com um tratamento mais espontâneo. A profundidade da paisagem é dada pela gradação dos planos que constituem o rio e as margens alcantiladas numa vista em contra-luz. Os barcos sombrios e os cais dão à água, por contraste, uma grande luminosidade. Esta é apresentada por planos gradados que reflectem a claridade do céu. O tom melancólico que envolve o quadro, através do trabalho sobre a luz, expressa uma poética que é sintoma do afastamento de propostas modernas afloradas na década anterior da obra de Dordio Gomes.